# Notoxus longitarsus
Notoxus longitarsus là một loài bọ cánh cứng trong họ Anthicidae. Loài này được Uhmann miêu tả khoa học năm 1987.